# Störstellenreserve
Die Störstellenreserve ist ein Begriff aus der Festkörperphysik bzw. Halbleiterelektronik. Er kennzeichnet bei der Störstellenleitung (einem Leitungsmechanismus von elektrischem Strom in Halbleitern) den Temperaturbereich, bei dem Störstellen zum Teil noch Ladungsträger (Elektronen) binden, bei dem also noch nicht alle Störstellen (durch Dotierung eingebrachte Elektronendonatoren oder Elektronenakzeptoren) im Halbleiterkristall ionisiert sind. Wird diese Reserve an möglichen Ladungsträgern durch steigende Temperatur aufgebraucht, tritt die Störstellenerschöpfung ein.

## Physikalische Beschreibung

Leitungsmechanismen im dotierten und undotiertem Halbleiter in Abhängigkeit von der Temperatur

Bei der Störstellenreserve liegt das Fermi-Niveau ({\displaystyle E_{\mathrm {F} }}) zwischen effektivem Donatorniveau ({\displaystyle E_{\mathrm {D} }^{*}}) und Leitungsband ({\displaystyle E_{\mathrm {L} }}), wobei das effektive Donatorniveau die Funktion des Valenzbandes übernimmt:
{\displaystyle {E_{\mathrm {D} }^{*}}\leq E_{\mathrm {F} }\leq E_{\mathrm {L} }}.
Zum Vergleich eine Gegenüberstellung für den Fall der Eigenleitung
{\displaystyle n={\sqrt {N_{\mathrm {L} }N_{\mathrm {V} }}}\cdot \mathrm {e} ^{-{\frac {E_{g}}{2kT}}}}
und die Formel für die Elektronen im Leitungsband bei der Störstellenreserve:
{\displaystyle n={\sqrt {N_{\mathrm {L} }N_{\mathrm {D} }}}\cdot \mathrm {e} ^{-{\frac {E_{\mathrm {L} }-{E_{\mathrm {D} }^{*}}}{2kT}}}}.
wobei {\displaystyle n} die Elektronenkonzentration im Leitungsband, {\displaystyle N_{\mathrm {L} }} die effektive Zustandsdichte der Leitungsbandzustände (für Silizium {\displaystyle N_{\mathrm {L} }} = 2,73 · 1019 cm−3), {\displaystyle N_{\mathrm {V} }} bzw. {\displaystyle N_{\mathrm {D} }} die Konzentration der Donatoren bzw. Akzeptoren, {\displaystyle E_{g}} die Energie des Bandabstandes, {\displaystyle E_{\mathrm {L} }} die Energie des unteren Leitungsbandrandes, {\displaystyle E_{\mathrm {D} }^{*}} die (absolute) Energie des Donatorzustands, {\displaystyle k} die Boltzmann-Konstante und {\displaystyle T} die Temperatur ist.

## Bedeutung
Wie aus den Gleichungen zu sehen ist, ist die Elektronenkonzentration im Leitungsband im Bereich der Störstellenreserve stark abhängig von der Temperatur. Dies macht den Entwurf einer elektronischen Schaltung deutlich komplizierter. Die Betriebstemperatur der meisten Halbleiterbauelemente liegt jedoch bei Raumtemperatur (und höher), so dass man sich im Bereich der Störstellenerschöpfung befindet, in dem die Elektronenkonzentration näherungsweise linear mit der Dotierungskonzentration steigt.